# سيلين شكرجي
سيلين شكرجي هي ممثلة تركية ولدت في 1 يونيو 1989.

## روابط خارجية
سيلين شكرجي على موقع IMDb (الإنجليزية)
- سيلين شكرجي على موقع قاعدة بيانات الفيلم (الإنجليزية)